# 孔紹
孔 紹（こう しょう、朝鮮語: 공소）は、朝鮮氏族の曲阜孔氏の始祖である。孔子の53代子孫。
1351年、孔紹は、中国元の翰林学士だったが、高麗恭愍王に降嫁された魯国大長公主の師父として、高麗に入国・帰化した。孔紹は、門下侍郎平章事となり、昌原を領地として授けられ、曲阜孔氏の中始祖となる。